# Pseudotorymus tarsatus
Pseudotorymus tarsatus är en stekelart som först beskrevs av Christian Gottfried Daniel Nees von Esenbeck 1834.  Pseudotorymus tarsatus ingår i släktet Pseudotorymus och familjen gallglanssteklar. Inga underarter finns listade i Catalogue of Life.